# 三輪村 (愛知県北設楽郡)
三輪村（みわむら）は、愛知県北設楽郡にかつて存在した村。
昭和の大合併で分割され、村の西部が南設楽郡鳳来町、東部が北設楽郡東栄町に編入された。現在の新城市北東部と東栄町南西部に該当する。
宇連川（豊川支流）沿いの村であった。

## 歴史
- 江戸時代、この地域は三河国設楽郡であり、天領、寺社領などであった。
- 1878年（明治11年）7月22日 - 郡区町村編制法施行に伴い、設楽郡が南設楽郡と北設楽郡に分割される。
- 1878年（明治11年） -
  - 川合村と宇連村が合併し、川合村となる[2]。
  - 池場村と畑村が合併し、長岡村となる[3]。
- 1889年（明治22年）10月1日 - 奈根村[注釈 1]、川合村[注釈 2]、長岡村が合併し、三輪村となる[4]。
- 1956年（昭和31年）7月1日 - 分割され、大字奈根と大字長岡の一部が北設楽郡東栄町に編入され[5]東栄町大字三輪に[4]、大字川合と大字長岡の一部が南設楽郡鳳来町に編入され[5]それぞれ鳳来町大字川合、大字池場になる[3]。

### 現在の地名
- 東栄町大字三輪
- 新城市川合
- 新城市池場

## 教育
- 三輪村立三輪中学校 （東栄町立東栄中学校に合併）
- 三輪村立奈根小学校 （東栄町立東栄小学校に合併）
- 三輪村立川合小学校 （1973年、鳳来町立名号小学校を統合し、鳳来町立鳳来東小学校に〈現・新城市立〉[6]）
- 三輪村立池場小学校 （1962年、鳳来町立川合小学校に統合[6]）
- 川合保育園 - 認可保育所。後の鳳来町域では最も早く開設された[7]。

## 公共交通機関
- 国鉄飯田線
  - 三河川合駅、池場駅、三河長岡駅[注釈 3]

## 名所
- 乳岩峡（大字川合）